# The Journal of Hellenic Studies
The Journal of Hellenic Studies (abreviado como JHS) es una revista científica británica de revisión por pares dedicada al estudio de la Antigua Grecia. Fundada en 1880, se publica en Londres por la Society for the Promotion of Hellenic Studies (SPHS), con una aparición anual. La Society for the Promotion of Hellenic Studies, fundada en 1879, depende de la Universidad de Londres y tiene su sede en los locales del Institute of Classical Studies. El director de publicación actual del JHS es R. Brock, de la Universidad de Leeds.

## Journal of Hellenic Studiesy sus suplementos
Los artículos del Journal of Hellenic Studies abordan todos los aspectos del estudio de la Antigua Grecia: estudio del griego antiguo, de la literatura griega, historia del arte, historia de las religiones, arqueología, etc. La revista contiene también una reseña de lectura de libros.
En los años 1950, el JHS fue aumentado a un suplemento anual, los Archaeological Reports, coeditados con la British School at Athens, que cubre principalmente la arqueología de Grecia, y en menor medida la de la Magna Grecia, la arqueología bizantina, la de Asia Menor y el Mar Negro. La Society for the Promotion of Hellenic Studies publica también monografía a un ritmo irregular en una colección llamada originalmente Supplementary Papers y posteriormente Occasional Publications.

## Difusión impresa y en Internet
The Journal of Hellenic Studies es difundido por Cambridge University Press en soporte impreso y en Internet, mediante una suscripción de pago. La revista tiene un acuerdo con el portal de pago JSTOR: los números de 1880 a 2007 están disponibles en dicho portal. 